# Зангиатинский район
Зангиатинский район (тума́н; узб. Zangiota tumani / Зангиота тумани) — район в Ташкентской области Узбекистана. Административный центр — городской посёлок Эшангузар.

## История
Был образован в 1933 году под названием Калининский район. В 1938 году вошёл в состав Орджоникидзевского района Ташкентской области. 20 июня 1941 года центр района был перенесён из города Ташкента в селение Келес.
26 ноября 1975 года на территории Орджоникидзевского района был образован Ташкентский район. В 1992 году переименован в Зангиатинский район.
12 августа 2010 года Зангиатинский район был объединён с Ташкентским районом. Новый район был назван Зангиатинским районом, но его административным центром стал город Келес, который до объединения был центром Ташкентского района.
20 июля 2017 года Ташкентский район был снова образован постановлением президента от 20.07.2017 года №ПП-3142 с центром в городе Келесе.
Зангиатинский район остался в том виде, в котором он был до объединения районов в 2010 году. Городской посёлок Эшангузар снова стал центром Зангиатинского района.

## Административно-территориальное деление
По состоянию на 1 января 2011 года, в состав района входили:
21 городской посёлок:
1. Эшангузар,
2. Ахмад Яссавий,
3. Далигузар,
4. Зангиата,
5. Кашкарлик,
6. Кенсай,
7. Куешли,
8. Куксарай,
9. А. Навоий,
10. Назарбек,
11. Пасдархон,
12. Сабзавот,
13. Тарнов,
14. Улугбек,
15. Уртааул,
16. М. Фозилов,
17. Ханабад,
18. Хасанбой,
19. Чигатай,
20. Шамсиабад,
21. Эркин.

18 сельских сходов граждан:
1. Боз-Су,
2. Гулистан,
3. Зангиата,
4. Катартал,
5. Кизгалдак,
6. Куксарай,
7. Кук-Терак,
8. Масалбай,
9. Назарбек,
10. Туркистон,
11. Узгариш,
12. Ханабад,
13. Хасанбай,
14. Чаштепа,
15. Чигатай-Актепа,
16. Чувалачи,
17. Эркин,
18. Юнусабад.